# Робишо, Даниэль
Даниэ́ль Робишо́ (фр. Daniel Robichaud; род. в Монреале) — канадский и американский графический дизайнер и специалист по компьютерной анимации, режиссёр полнометражного мультфильма «Пиноккио 3000».

## Биография
В 1981 году Робишо получил диплом в области изобразительных искусств в Колледже Старого Монреаля. В 1984 году окончил Университет Квебека со степенью бакалавра гуманитарных наук в области графического дизайна. Работал в Canadian Broadcasting Corporation дизайнером и художественным руководителем, занимался компьютерной анимацией от раскадровки до конечного продукта, разработал графический дизайн для ряда рекламных кампаний.
В 1993 году переехал в Чикаго, где работал режиссёром анимации в The Film & Tape Works. Занимался дизайном рекламы, художественным оформлением телепрограмм и созданием короткометражных анимационных фильмов, основал департамент компьютерной анимации в компании. С 1994 года работал в Digital Domain режиссёром анимации и руководителем компьютерных эффектов. Участвовал в создании ряда фильмов: «Аполлон-13», «Пятый элемент», «Титаник». Для аттракциона Терминатор 2-3D разработал и анимировал модель робота T-1000000. В 1998 году выступил сценаристом, режиссёром и аниматором короткометражного мультфильма «Tightrope», завоевавшего 1999 году на фестивале Anima Mundi Animation награду за лучшую компьютерную анимацию.
С 1999 по 2000 год работал в Vivid Animation, занимал пост вице-президента, создавал короткометражные анимационные фильмы. С 2001 по 2002 год руководил работами по анимации в компании CFX в фильмах: «Уиллард», «Царь скорпионов» и «Планета Ка-Пэкс». С 2002 по 2004 год работал в канадской компании CinéGroupe, снял полнометражный мультфильм «Пиноккио 3000». В 2005 году фильм получил премию «Гойя» за лучший мультипликационный фильм.
Даниэль Робишо является членом Art Directors Guild, преподаёт в National Animation Center (Монреаль) и Университете Южной Калифорнии (Лос-Анджелес).